# Jan Morka

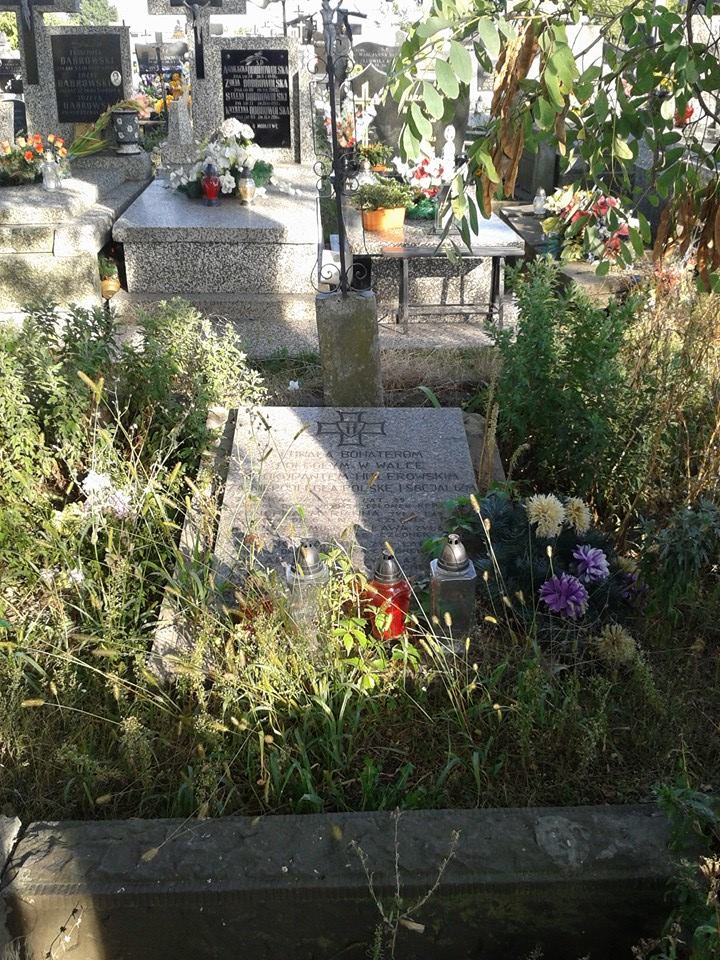
Grobowiec bojowników PPR na starym cmentarzu w Ząbkach

Jan Morka (ur. 1905 w Drewnicy, zm. 22 czerwca 1943 w Ząbkach) – polski sanitariusz, działacz komunistyczny.

## Życiorys
Urodził się w rodzinie robotniczej w Drewnicy, pracował jako sanitariusz w szpitalu dla nerwowo i psychicznie chorych. Przewodniczył oddziałowi Zarządu Związku Zawodowego oraz był działaczem Polskiej Partii Socjalistycznej, współpracował z miejscową komórką Komunistycznej Partii Polski. Kierował akcjami strajkowymi w szpitalu oraz manifestacjami politycznymi organizowanymi przez KPP, w połowie 1942 wstąpił do Polskiej Partii Robotniczej i Gwardii Ludowej. Jan Morka został aresztowany na przełomie marca i kwietnia 1943 przez żandarmerię i publicznie rozstrzelany 22 czerwca przy stacji w Ząbkach jako komunista. Został pochowany na miejscowym cmentarzu parafialnym.
Po II wojnie światowej jedna z ulic Ząbek sąsiadująca ze szpitalem nosiła nazwę Jana Morki (do 1989, obecnie Szpitalna).